# Phortica vinywelea
Phortica vinywelea är en tvåvingeart som beskrevs av Prigent och Chen 2008. Phortica vinywelea ingår i släktet Phortica och familjen daggflugor.
Artens utbredningsområde är Kenya. Inga underarter finns listade i Catalogue of Life.